# Marty Meehan

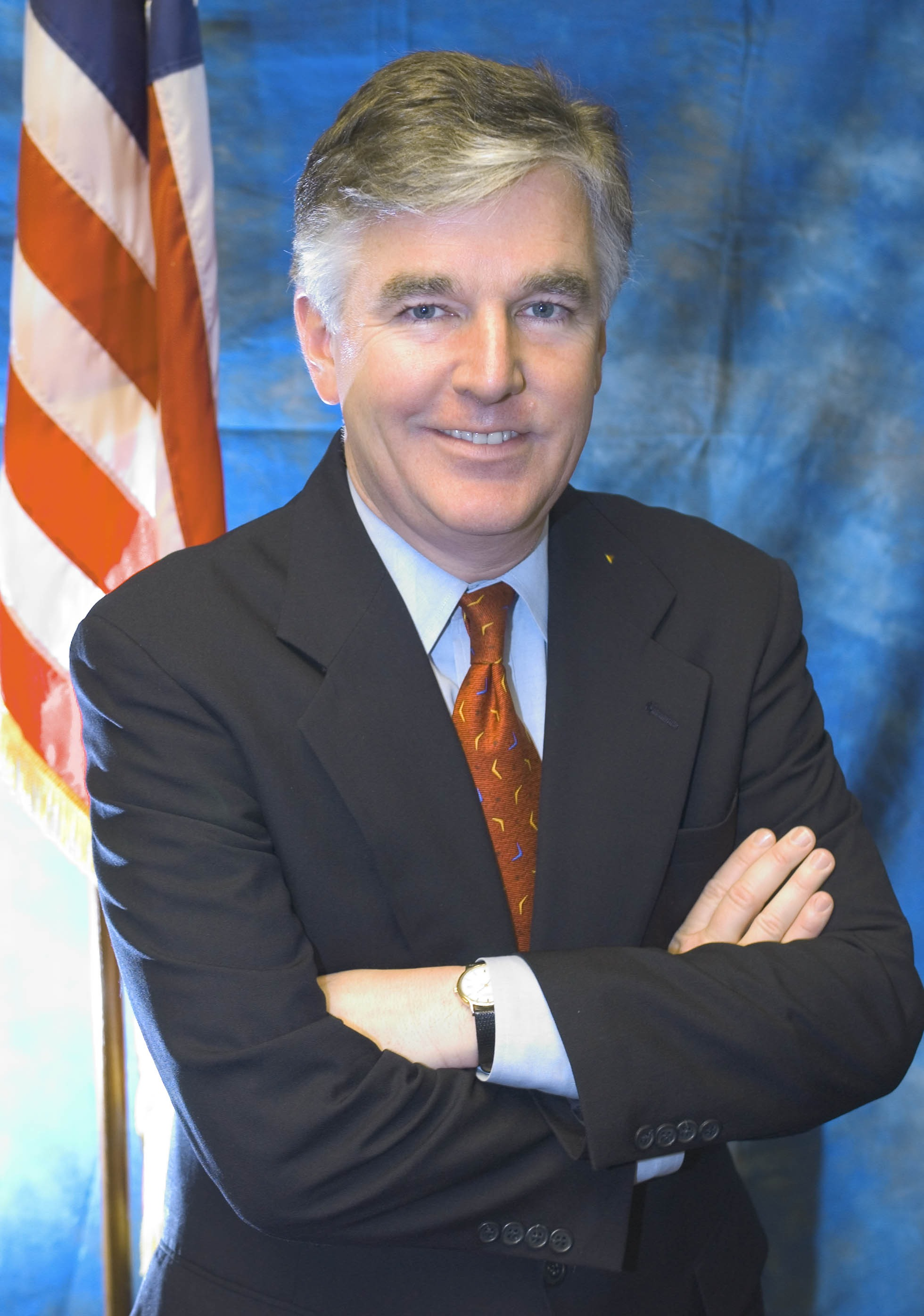
Marty Meehan.

Martin Thomas Meehan (nació 30 de diciembre de 1956) es un abogado estadounidense y político del estado de Massachusetts. Un demócrata, ha servido en la cámara de representantes desde 1993 como el representante del quinto distrito del congreso de Massachusetts.